# ۲۳ شوال
۲۳ شوال، بیست و سومین روز از ماه شوال در تقویم هجری قمری است.
در تقویم هجری قمری قراردادی این روز دویست و هشتاد و نهمین روز سال است.